# Gerben Last
Gerben Last (* 19. Oktober 1985 in Kampen) ist ein niederländischer Para-Tischtennisspieler, der in der Wettkampfklasse TT 9 antrat. Er vertrat sein Land viermal bei den Paralympischen Spielen und ist einmaliger Weltmeister sowie Europameister mit der Mannschaft. Aufgrund seiner Leistungen und Erfolge erhielt er im Jahr 2004 den Orden vom Niederländischen Löwen. 2017 beendete Last seine Karriere.

## Titel und Erfolge im Überblick

### Paralympische Spiele
- 2004 in Athen: Gold in der Teamklasse 9
- 2012 in London: Bronze in der Einzelklasse 9
- 2016 in Rio de Janeiro: Silber in der Einzelklasse 9

### Europameisterschaften
- 2003 in Zagreb: Silber in der Einzelklasse 9, Silber in der Teamklasse 9
- 2007 in Kranjska Gora: Gold in der Teamklasse 9
- 2009 in Genoa: Silber in der Einzelklasse 9, Silber in der Teamklasse 9
- 2011 in Split: Silber in der Einzelklasse 9, Silber in der Teamklasse 9

### Weltmeisterschaften
- 2010 in Gwangju: Bronze in der Einzelklasse 9, Gold in der Teamklasse 9